# Котов, Юрий Иванович
Юрий Иванович Котов (22 апреля 1928, Нижний Новгород, РСФСР — 9 января 2016, Москва, Россия) — советский и российский организатор промышленности, почётный президент Московской торгово-промышленной палаты, лауреат Государственной премии СССР, почётный работник электронной промышленности СССР.

## Биография
В 1952 году окончил Горьковский политехнический институт имени А. А. Жданова.
Работал мастером, возглавлял цех, возглавлял отдел технического контроля предприятия № 41 Министерства общего машиностроения СССР.
- 1957 — заместитель управляющего конторой оборудования и запасных частей при Управлении снабсбыта Волго-Вятского СНХ,
- 1958—1978 — начальник цеха Горьковского завода «Орбита», заместитель главного инженера НПО «Орбита» Министерства электронной промышленности СССР,
- 1978—1991 — генеральный директор производственного объединения «Гиперон». Являлся директором Первого московского завода радиодеталей Министерства электронной промышленности СССР.

С 1991 по 2011 — председатель правления Московской торгово-промышленной палаты, которая объединяла свыше 1500 предприятий Москвы.
Председатель комитета Торгово-промышленной палаты РФ по выставочно-ярмарочной деятельности и поддержке товаропроизводителей и экспортеров, председатель биржевого совета Московской центральной фондовой биржи (МЦФБ).
В конце мая 1996 года от имени президиума координационного совета «Круглого стола бизнеса России» подписал заявление в поддержку избрания Б. Н. Ельцина на второй срок.
Умер 9 января 2016 года в Москве, похоронен на Хованском кладбище.

## Награды и звания
Кавалер орденов Ленина, Трудового Красного Знамени, награждён медалями «За трудовую доблесть», «За доблестный труд в ознаменование 100-летия со дня рождения В. И. Ленина», медалью ордена «За заслуги перед Отечеством» II степени.
Лауреат Государственной премии СССР. Почётный работник электронной промышленности.